# Cubanana cristinae
Cubanana cristinae is een spinnensoort in de taxonomische indeling van de vogelspinnen (Theraphosidae).
Het dier behoort tot het geslacht Cubanana. De wetenschappelijke naam van de soort werd voor het eerst geldig gepubliceerd in 2008 door Ortiz.